# Коломыцево (Красногвардейский район)
Коломыцево — село в Красногвардейском районе Белгородской области России. Является административным центром Коломыцевского сельского поселения.

## География
Село расположено в восточной части Белгородской области, в междуречье Тихой Сосны и Валуя, в 8,3 км по прямой к югу от районного центра, города Бирюча.

## История

### Версия происхождения названия
Вышедшая в 2005 году в Белгороде юбилейная книга «Бирюч 300 лет» сообщает о Коломыцево следующее:
«Основание села связано со строительством Изюмской оборонительной черты. В 1680 году на месте деревянных острожков в удобном месте возникло село Коломыцево, получившее, предположительно, название по имени своего основателя».

### Исторический очерк
Так как село расположено не на реке, то основные источники воды — родники. Со временем разрастанию села способствовала проходившая невдалеке дорога.
В 1859 году — Бирюченского уезда «хутор казенный Коломыйцев (Кравцов) при ручье городном» «по левую сторону большого почтового тракта из города Бирюча на город Валуйки» — в 13 верстах от уездного города — 28 дворов.
В 1900 году — Бирюченского уезда хутор Коломыйцев — 62 двора.
24 февраля 1918 году постановлением Бирюченского уездного Земского комитета была начата ликвидация частновладельческих имений. Имеющийся инвентарь зажиточных крестьян распределили по прокатным пунктам.
С июля 1928 года хутор Коломыцев в Буденновском районе — центр Коломыцевского сельсовета, в который входило 9 хуторов: Ильинский, Кадьин, Ковалев, собственно Коломыцев, Кононов, Корниенков, Котляров, Кравцов и Михалютин.
В 1929 году в Коломыцево построили школьное здание, в Коломыцевской «семилетке» обучалось до 350 сельских ребят.
В 1930-е годы в Коломыцево организовали колхоз «Путь к социализму».
С фронтов Великой Отечественной войны не вернулись 83 жителя села. 5 июля 1942 года Коломыцево было захвачено немецкими оккупантами. Изгнали их в январе 1943 года во время известной Острогожско-Россошанской военной операции; при освобождении сел Коломыцевского сельсовета погибло 98 советских воинов, 11 из них похоронены в братской могиле.
Во второй половине 1950-х годов село Коломыцево в Валуянском сельсовете Красногвардейского р-на, а с 1970-х — снова центр сельсовета.
В начале 1990 года Коломыцевский сельсовет состоял из сел Коломыцево и Валуй, поселка Бирюч и 5 хуторов: Ильинский, Ковалев, Котляров, Кравцов и Филькино.
В 1997 году село Коломыцево в Красногвардейском района — центр Коломыцевского сельского округа, в который входили также село Валуй, посёлок Бирюч и хутора: Ильинский, Ковалев, Котляров, Кравцов и Филькино.
В 2009 году село Коломыцево — центр Коломыцевского сельского поселения Красногвардейского района.

## Население
В 1859 году — 259 жителей (138 мужчин, 121 женщин).
В 1900 году — 413 жителей (216 мужчин, 197 женщин).
На 17 января 1979 года в Коломыцево — 233 жителя, на 12 января 1989 года - уже 379 (175 мужчин, 204 женщины).
На 1 января 1994 года в Коломыцево — 454 жителей, 153 хозяйства. В 1997 году в селе Коломыцеве 152 домовладения, 457 жителей.
В 1999 году в селе Коломыцеве — 482 жителей, в 2001 году — 471.
| 1859 | 2002 | 2010 |
| ---- | ---- | ---- |
| 259  | ↗436 | ↘384 |

## Инфраструктура
По состоянию на 1995 год в Коломыцево имелись сельхозпредприятие «Родина», 2 фермерских хозяйства, фельдшерско-акушерский пункт, почтовое отделение, Дом культуры, библиотека, средняя школа.